# Guanazol
Guanazol ist eine heterocyclische Verbindung aus der Klasse der Triazole, wobei das symmetrische 1,2,4-Triazol (s-Triazol) an beiden Kohlenstoffatomen eine Aminogruppe trägt. Guanazol wirkt als Korrosionsinhibitor für Kupfer und als Antitumormittel. Es ist auch Ausgangsverbindung für porphyrinartige Makrocyclen und wegen seines hohen Stickstoffgehalts für Kondensationsprodukte als Vorstufen für Kohlenstoffnitride und für Explosivstoffe.

## Vorkommen und Darstellung
Die Synthese von Guanazol aus Dicyandiamid (DCDA) und Hydrazinhydrochlorid in Ethanol wurde von Guido Pellizzari erstmals 1894 beschrieben.
Bei Verwendung von Hydraziniumdichlorid in Wasser wird nach Neutralisierung mit Natronlauge Guanazol in 97%iger Ausbeute erhalten.
Mit einem Überschuss an Dicyandiamid entsteht durch Umsetzung mit bereits gebildetem Guanazol das wasserunlösliche Guanazoguanazol, eine Vorstufe für Kohlenstoffnitride.

## Eigenschaften
Guanazol ist ein farb- und geruchloser kristalliner Feststoff, der sich gut in Wasser löst (bis 15 Gew.%) und als wässrige Lösung alkalisch reagiert. Die Verbindung ist weniger löslich in Ethanol und praktisch unlöslich in unpolaren Lösungsmitteln, wie z. B. Diethylether, Chloroform und Benzol.
Guanazol liegt in einer Vielzahl möglicher tautomerer – durch Protonenwanderung entstehender – Molekülvarianten vor, darunter u. a. die abgebildeten (I), (II) und (III).
Die Substanz besitzt eine mit Melamin vergleichbare Basizität mit pKS-Werten von 4,43 und 5,00 und wird in der 4-Stellung des Triazolrings, nicht an den Aminogruppen protoniert.

## Anwendungen
Guanazol eignet sich als Korrosionsschutzmittel für Kupfer.
Guanazol und Derivate wurden als Antitumormittel untersucht.
Der nicht-aromatische porphyrinartige Makrocyclus Triazolohemiporphyrazin ist durch Reaktion von Guanazol mit Phthalodinitril oder 1,3-Diiminoisoindolin in relativ hoher Ausbeute (75–80 %) zugänglich und komplexiert Schwermetallionen, wie z. B. Kupfer, Kobalt, Nickel, Zink u. a.
Guanazol reagiert bei erhöhter Temperatur unter Abspaltung von Ammoniak über Guanazoguanazol zu Melem – einem brauchbaren Flammschutzmittel für Thermoplaste – und den so genannten Poly(heptazinimide)n als Vorstufen von Kohlenstoffnitriden.
Über die mögliche Eignung von Guanazol in metallorganischen Gerüstverbindungen (engl. metal organic frameworks) MOFs für die CO2-Abscheidung aus Verbrennungsgasen wurde unlängst berichtet.
Guanazol ist Ausgangsstoff für den stoßunempfindlichen Sprengstoff 5-Amino-3-nitro-1H-1,2,4-triazol (ANTA), wobei die beiden Aminogruppen zunächst mit Natriumnitrit (NaNO2) diazotiert und die entstehende Dinitroverbindung anschließend mit Hydrazinhydrat selektiv (90 % Ausbeute) zum Aminonitrotriazol reduziert wird.
Direkt aus Guanazol kann ANTA auch durch Oxidation mit 30%igem Wasserstoffperoxid in Gegenwart von Natriumwolframat (Na2WO4) als Katalysator in 60%iger Ausbeute erhalten werden.
Von Stanley Miller und seiner Gruppe wurde im Rahmen ihrer Experimente zum präbiotischen Ursprung von Biomolekülen Guanazol als möglicher Baustein in RNA untersucht.